# 象鼻山

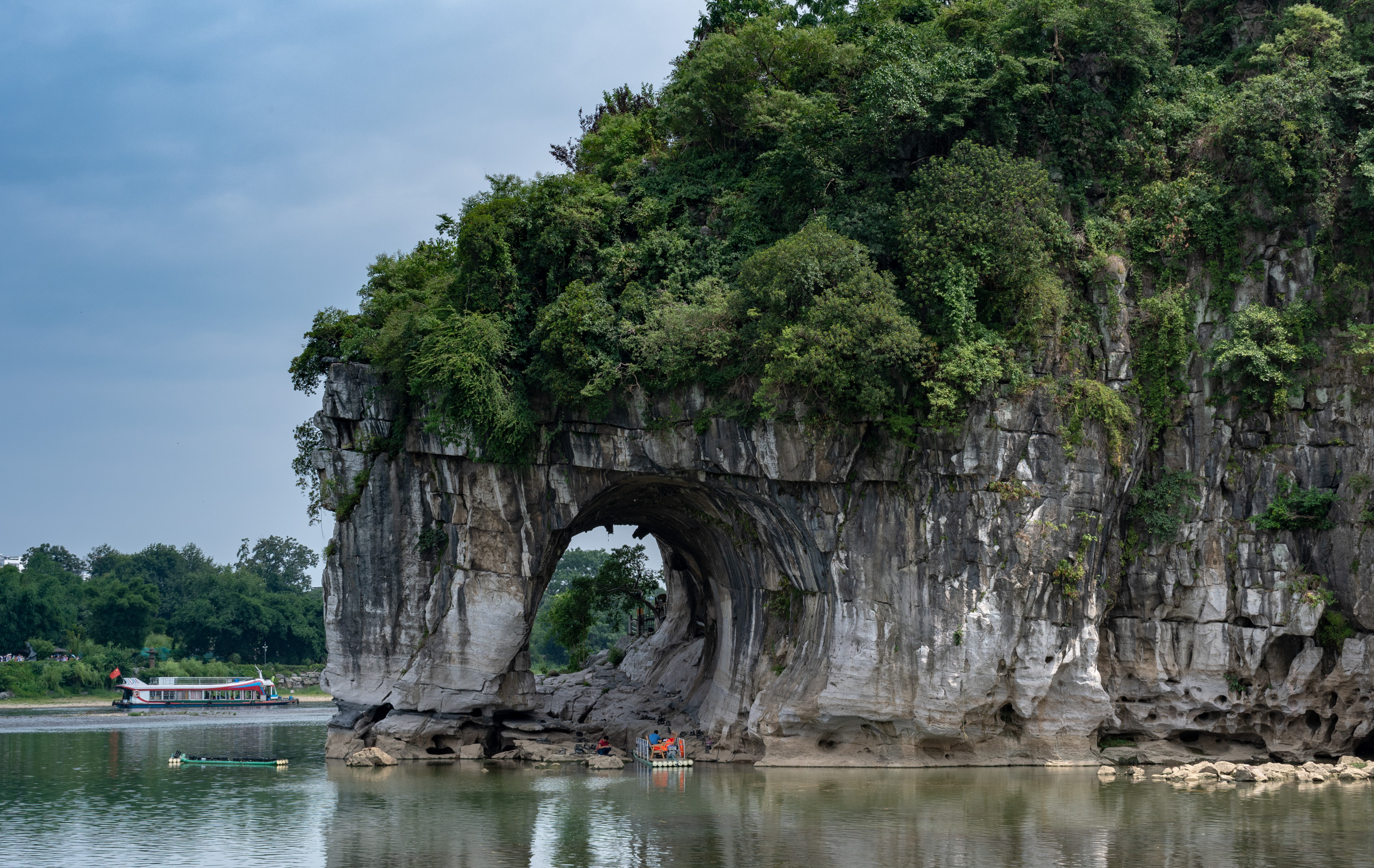
象鼻山

象鼻山又称象山，位于中國廣西桂林市内，桃花江与漓江汇合处，是桂林的城徽。象山公园是桂林最著名的公园之一，以象山为主題。2017年，两江四湖·象山景区被评为国家5A级旅游景区。
象鼻山形状好像一只饮水的大象，鼻子伸进水中。象鼻山上有一座塔，名曰普贤塔，东边有一山洞，曰水月洞，洞中有水流过。山腰处还有一穿通的岩洞，好似大象的眼睛。象鼻山两边都有上山的石阶。

## 象鼻山的传说

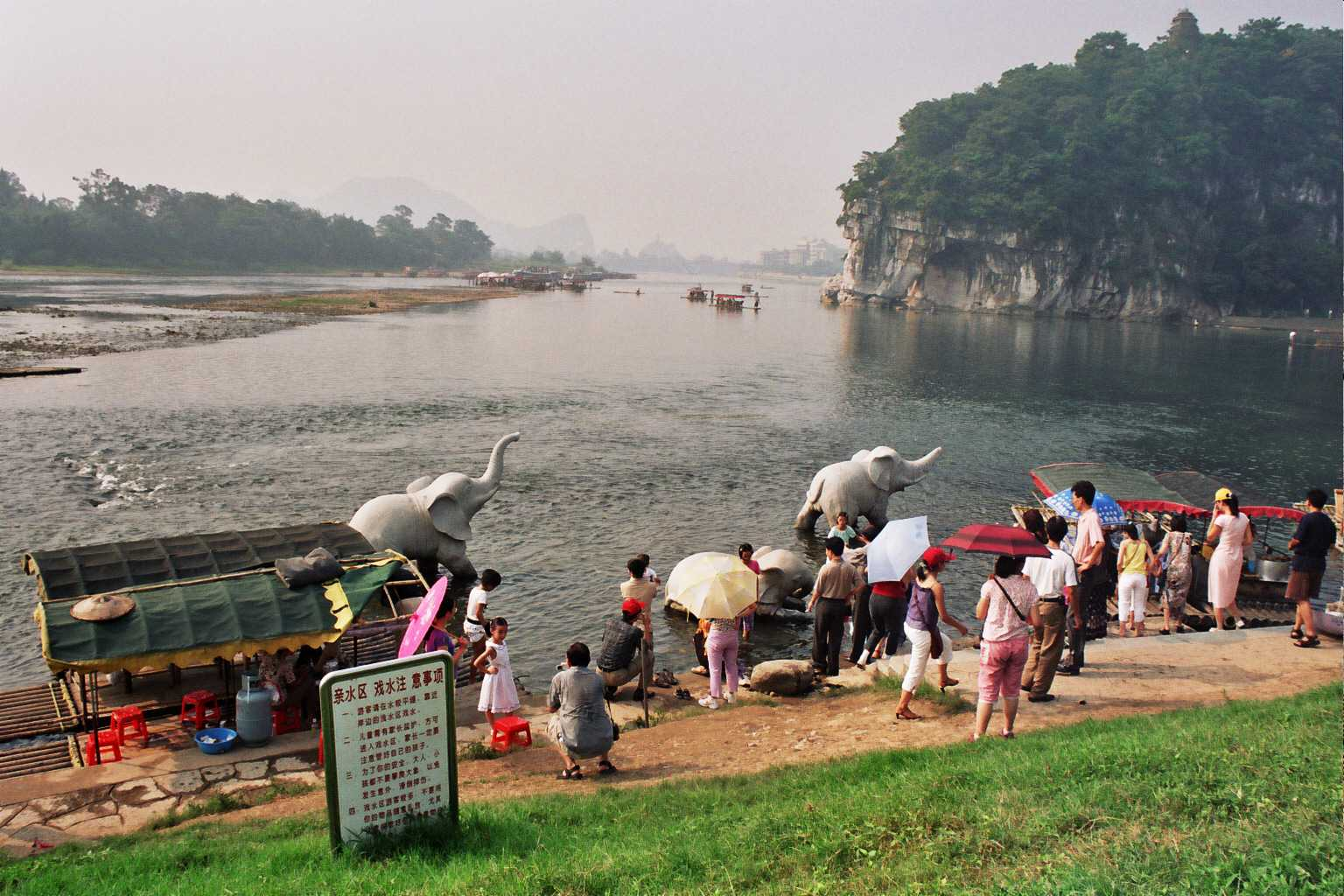
象山公园

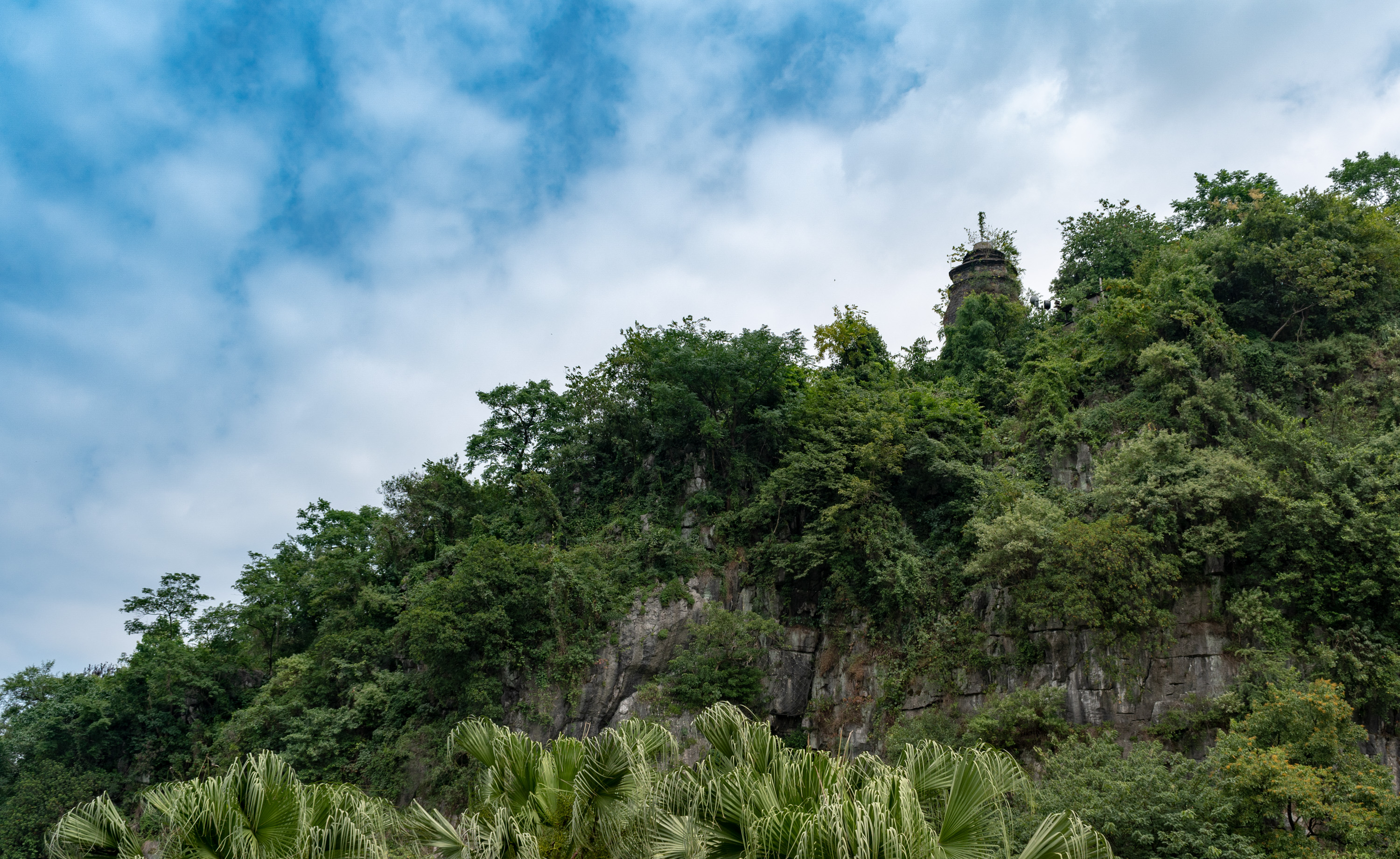
象鼻山顶

关于象鼻山的传说，版本很多，比较权威的是下面的版本。
传说玉皇大帝有一头坐骑大象，有一天玉帝带它下人间，待到要回去的时候，大象留恋桂林的美景，不愿回去，便到漓江喝水。玉帝非常生气，拔出腰间的宝剑向大象刺去，大象化为石山，即象鼻山，宝剑的剑柄便成了象山上的普贤塔。

## 参看
- 桂林山水